# Тиранка жовтогуза
Тиранка жовтогуза (Myiobius barbatus) — вид горобцеподібних птахів родини бекардових (Tityridae).

## Поширення
Вид поширений у тропічній Південній Америці. Він трапляється в басейні Амазонки в північній половині Бразилії, на північному сході Перу, в східному Еквадорі, на сході Колумбії, на півдні Венесуели, в Гаяні, Суринамі та Французькій Гвіані. Його типове місце проживання — нижні частини пологов вологих тропічних лісів на висотах менше 900 м.

## Опис
Дрібний птах, завдовжки 12,5 см. Верхня частина тіла оливкового кольору. Самець з жовтою плямою на голові. Горло, груди та плечі сірувато-оливкового кольору. Живіт світло-жовтий. Круп має пляму жовтого кольору. Хвіст чорний і округлий.

## Спосіб життя
Раціон складається переважно з комах та інших членистоногих. Будує гніздо в формі замкнутого дзвона, з боковим входом в нижній частині, що звисає з гілок або з гірських уступів, на висоті 2 і 14 м над водою. Самиця відкладає два білих яйця з коричневими плямами.

## Підвиди
- Myiobius barbatus semiflavus Todd, 1919 — центрально-східна Колумбія (регіон Нечі в Антіокії).
- Myiobius barbatus barbatus (Gmelin), 1789 — південний схід Колумбії, північ Перу, південь Венесуели, Гвіана та північ Бразилії.
- Myiobius barbatus amazonicus Todd, 1925 — схід Перу (південніше річки Мараньйон) на схід до річки Мадейра (Бразилія).
- Myiobius barbatus insignis J.T. Zimmer, 1939 — Північно-Східна Бразилія.
- Myiobius barbatus mastacalis (Wied-Neuwied), 1821 — центральна та східна Бразилія.